# Amylin
Amylin, auch Insel-Amyloid-Polypeptid (IAPP), ist ein Peptidhormon, welches durch die β-Zellen der Bauchspeicheldrüse zusammen mit Insulin (allerdings nur in einem Hundertstel der Menge von Insulin) gebildet wird. Bei Funktionsunfähigkeit der Bauchspeicheldrüse (z. B. durch Diabetes) wird es wie Insulin nicht mehr produziert. Es ist ein Hauptbestandteil der Amyloidablagerungen in den Langerhansschen Inseln, die man z. B. bei Diabetes mellitus Typ II findet.

## Funktion
Amylin ist ein Teil des endokrinen Systems und greift in den Kohlenhydratstoffwechsel ein. Es ergänzt hierbei das Insulin. Obgleich die komplette Funktion des Amylins noch nicht vollständig bekannt ist, wird angenommen, dass Amylin den Blutzuckerspiegel stabilisiert, indem es die Abgabe von Glucagon hemmt.

## Struktur
Die Primärstruktur des humanen Peptids besteht aus 37 Aminosäuren mit einer Disulfidbrücke zwischen den Cysteinen Cys-2 und Cys-7. Das Gen befindet sich auf Chromosom 12.

## Pharmakologie
Amylin spielt eine Rolle bei der Langzeitregulation der Nahrungsaufnahme, weshalb der Einsatz als Appetitzügler untersucht wird. Aus diesem Grund ist eventuell auch sein Einsatz als Mittel zur Behandlung von Diabetes Typ 1 und 2 möglich. Weiterhin zeigt eine Publikation einen positiven Einfluss bei der Verminderung von Osteoporose.